# Epuraea unicolor
Epuraea unicolor är en skalbaggsart som först beskrevs av Olivier 1790.  Epuraea unicolor ingår i släktet Epuraea, och familjen glansbaggar. Arten är reproducerande i Sverige.

## Bildgalleri

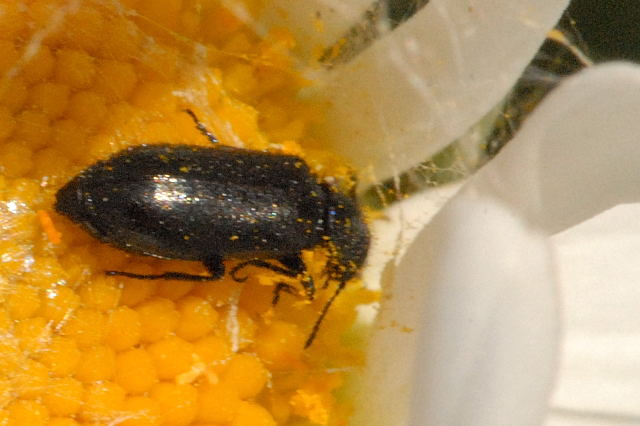